# Honglai
Honglai (kinesiska: 洪濑) är en köping i sydöstra Kina. Den ligger i Nan'an i staden Quanzhou i provinsen Fujian, omkring 140 kilometer sydväst om provinshuvudstaden Fuzhou. Antalet invånare är 86 351. Befolkningen består av 42 650 kvinnor och 43 701 män. Barn under 15 år utgör 14,0 %, vuxna 15-64 år 78 %, och äldre över 65 år 6,0 %.